# Горній Видушеваць
Горній Видушеваць (хорв. Gornji Viduševac) — населений пункт у Хорватії, у Сисацько-Мославинській жупанії у складі міста Глина.

## Населення
Населення за даними перепису 2011 року становило 468 осіб.
Динаміка чисельності населення поселення:

## Клімат
Середня річна температура становить 10,76 °C, середня максимальна – 25,42 °C, а середня мінімальна – -6,34 °C. Середня річна кількість опадів – 1010 мм.
| Клімат поселення                              | Клімат поселення | Клімат поселення | Клімат поселення | Клімат поселення | Клімат поселення | Клімат поселення | Клімат поселення | Клімат поселення | Клімат поселення | Клімат поселення | Клімат поселення | Клімат поселення | Клімат поселення |
| Показник                                      | Січ.             | Лют.             | Бер.             | Квіт.            | Трав.            | Черв.            | Лип.             | Серп.            | Вер.             | Жовт.            | Лист.            | Груд.            |                  |
| Середній максимум, °C                         | 6,86             | 8,88             | 13,44            | 17,71            | 22,24            | 25,42            | 24,75            | 23,99            | 20,48            | 15,56            | 9,50             | 5,57             |                  |
| Середня температура, °C                       | 0,26             | 2,27             | 6,83             | 11,12            | 15,66            | 18,81            | 20,48            | 19,72            | 16,20            | 11,28            | 5,21             | 1,30             |                  |
| Середній мінімум, °C                          | −6,34            | −4,32            | 0,24             | 4,52             | 9,06             | 12,21            | 16,18            | 15,42            | 11,90            | 7,00             | 0,94             | −2,98            |                  |
| Норма опадів, мм                              | 62               | 60               | 70               | 83               | 87               | 95               | 89               | 91               | 94               | 98               | 102              | 79               |                  |
| Середньомісячна швидкість вітру, м/с          | 1.64             | 1.80             | 2.20             | 2.10             | 1.91             | 1.79             | 1.70             | 1.60             | 1.54             | 1.61             | 1.70             | 1.70             |                  |
| Середньомісячна сонячна радіація, кДж/м²·день | 4264             | 7002             | 10604            | 15098            | 19312            | 21391            | 22534            | 19507            | 14379            | 8921             | 4739             | 3465             |                  |
| --------------------------------------------- | ---------------- | ---------------- | ---------------- | ---------------- | ---------------- | ---------------- | ---------------- | ---------------- | ---------------- | ---------------- | ---------------- | ---------------- | ---------------- |
| Джерело:                                      |                  |                  |                  |                  |                  |                  |                  |                  |                  |                  |                  |                  |                  |